# Jakob Josef Menges

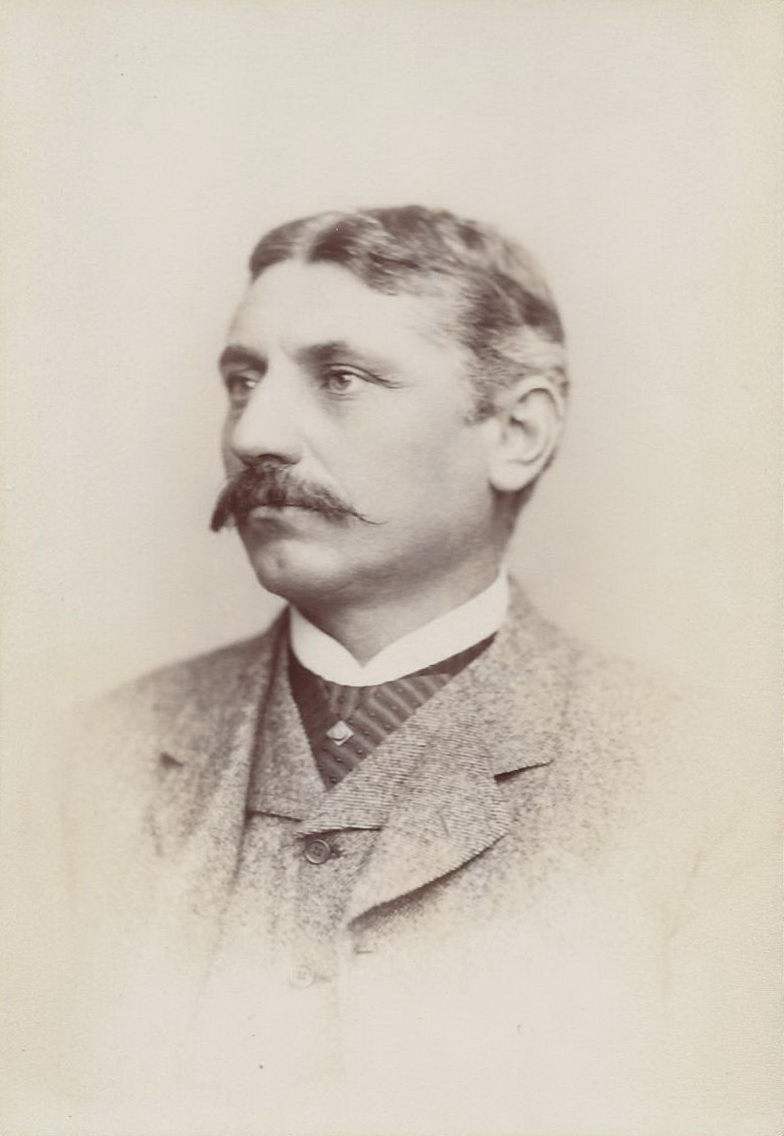
Josef Menges, 1895

Jakob Josef Menges (7 de outubro de 1850 – 4 de janeiro de 1910) foi um explorador alemão, que ficou famoso por caçar e fornecer animais exóticos a jardins zoológicos europeus.